# Diocesi di Metellopoli
La diocesi di Metellopoli (in latino Dioecesis Metellopolitana) è una sede soppressa del patriarcato di Costantinopoli e una sede titolare della Chiesa cattolica.

## Storia
Metellopoli, identificabile con Yeşilova nell'odierna Turchia, è un'antica sede episcopale della provincia romana della Frigia Pacaziana nella diocesi civile di Asia. Faceva parte del patriarcato di Costantinopoli ed inizialmente era suffraganea dell'arcidiocesi di Laodicea. Nel 553, con la divisione della Frigia Pacaziana, Metellopoli entrò a far parte della provincia ecclesiastica dell'arcidiocesi di Gerapoli. La sede di Metellopoli è documentata nelle Notitiae Episcopatuum del patriarcato di Costantinopoli fino al XII secolo.
Le fonti documentarie riportano il nome di un solo vescovo di Metellopoli, Michele II, che partecipò ai due concili di Costantinopoli dell'869-870 e dell'879-880 che trattarono la questione del patriarca Fozio di Costantinopoli. Al concilio di Nicea del 787 il vescovo, assente, si fece rappresentare dal sacerdote e monaco Eudossio.
Le fonti epigrafiche documentano l'esistenza di altri due vescovi. A Destemir, 6 km a nord-est di Yeşilova, è stato scoperto il frammento di un architrave che ricorda la consacrazione di una chiesa nel trentesimo anno del regno di Giustiniano I, cioè nel 556/557, e durante l'episcopato di Michele; un'altra iscrizione con il nome di Michele, probabilmente lo stesso vescovo, è stata scoperta a Bekilli, 12 km a est di Yeşilova. Un'iscrizione, in passato erroneamente data al 667, scoperta a Köselli, 10 km a nord-est di Yeşilova, riporta il nome del vescovo Ciriaco, ricordato per la consacrazione di un altare.
La sigillografia ha restituito il nome di un ultimo vescovo, Stefano, il cui sigillo è datato tra XI e XII secolo.
Dal XVII secolo Metellopoli è annoverata tra le sedi vescovili titolari della Chiesa cattolica; la sede è vacante dal 21 agosto 1971.

## Cronotassi

### Vescovi greci
- Michele I † (menzionato nel 556/557)
- Ciriaco † (V/VI secolo)
- Anonimo † (menzionato nel 787)
- Michele II † (prima dell'869 - dopo l'879)
- Stefano † (XI/XII secolo)

### Vescovi titolari
- Ignace Cotolendi † (12 gennaio 1660 - 16 agosto 1662 deceduto)
- Louis Laneau, M.E.P. † (4 luglio 1669 - 16 marzo 1696 deceduto)
- Angelo Francesco di Santa Teresa Vigliotti, O.C.D.[6] † (20 febbraio 1700 - 16 ottobre 1712 deceduto)
- Johann Joachim Hahn † (5 dicembre 1718 - 12 aprile 1725 deceduto)
- Olivier-Simon Le Bon, M.E.P. † (23 agosto 1764 - 27 ottobre 1780 deceduto)
- Arnaud-Antoine Garnault, M.E.P. † (10 marzo 1786 - 4 marzo 1811 deceduto)
- Sant'Étienne-Théodore Cuenot, M.E.P. † (9 settembre 1831 - 14 novembre 1861 deceduto)
- Anđeo Kraljević, O.F.M.Obs. † (9 dicembre 1864 - 27 luglio 1879 deceduto)
- Roberto Menini, O.F.M.Cap. † (30 gennaio 1880 - 19 maggio 1885 nominato arcivescovo titolare di Gangra)
- Casimir Vic, C.M. † (11 settembre 1885 - 2 giugno 1912 deceduto)
- James Jordan Carroll † (26 ottobre 1912 - 4 aprile 1913 deceduto)
- William Keatinge † (30 ottobre 1917 - 21 febbraio 1934 deceduto)
- Bernhard Gerhard Hilhorst, C.S.Sp. † (26 febbraio 1934 - 25 marzo 1953 nominato vescovo di Morogoro)
- Jean Eugène Gabriel David, C.S.Sp. † (21 febbraio 1954 - 14 settembre 1955 nominato vescovo di Majunga)
- Stefan László † (20 settembre 1956 - 14 ottobre 1960 nominato vescovo di Eisenstadt)
- Amedeo Polidori † (2 febbraio 1961 - 21 agosto 1971 deceduto)